# Amphitryon
 (septembre 2008).
Pour les articles homonymes, voir Amphitryon (homonymie).
Dans la mythologie grecque, Amphitryon est le fils du roi de Tirynthe Alcée, l’époux d’Alcmène et le père d’Iphiclès.

## Étymologie et anthroponymie
En grec ancien, le préfixe ἀμφίς / amphís signifie « des deux côtés à la fois » et le verbe τρύω / trúô signifie « épuiser, exténuer ». Le sens exprime « le doublement exténuant ».
Une évolution anthroponymique a lieu lorsque « ce mot […] est devenu François d'une manière proverbiale, pour exprimer celui qui donne à manger ou qui paye pour plusieurs une certaine dépense. C'est Molière qui, sans y penser, a été l'Auteur de ce mot […] ».

## Mythe
Amphitryon veut épouser Alcmène, fille d’Électryon roi de Mycènes. Pour consommer le mariage, elle demande à son époux de venger la mort de ses frères tués par des habitants de l’île de Taphos venus leur voler des troupeaux. Électryon envoie Amphitryon à Élis pour récupérer les troupeaux que les Taphiens cachent. De retour avec le bétail, Amphitryon jette un bâton sur l’une des bêtes et tue accidentellement son beau-père. Sthénélos, le frère d’Électryon, bannit Amphitryon pour meurtre et s’empare du trône de Mycènes.
Amphitryon doit s’enfuir avec Alcmène à Thèbes, où Créon le purifie. La mort des frères d’Alcmène n’est toujours pas vengée. Cette tâche revient à Amphitryon. Alcmène se refuse à lui tant qu’il ne l’aura pas accomplie. Il demande l’aide de Créon, que celui-ci accorde, à condition qu’Amphitryon débarrasse Thèbes de la renarde de Teumesse, envoyée par Héra ou Dionysos, qui ravage la campagne environnante. Elle dévore un jeune homme tous les mois. Céphale, roi d’Athènes, possède un chien de chasse, Lélaps, capable d’attraper tout ce qu’on lui désigne comme proie. Amphitryon l’emprunte en lui offrant une part du butin qu’il prendra aux Taphiens. La course entre un chien infaillible et une renarde insaisissable crée un paradoxe que Zeus résout en transformant les deux animaux en statues de marbre. Créon accorde son aide contre les Taphiens. Les autres alliés sont Céphale, l’oncle d’Amphitryon, Héléos, Panopée et quelques Locriens. L’armée fait voile sur les îles de Taphos, où le roi Ptérélas (en) règne sur les Téléboens. Ce roi a dans sa chevelure un cheveu d’or qu’il faut couper pour qu’il meure. Tant qu’il est vivant, sa cité est imprenable. Sa fille Cométho (en) tombe amoureuse d’Amphitryon et coupe le cheveu auquel tient la vie de son père. Amphitryon, loin d’accepter l’amour de la jeune fille, la met à mort pour sa traîtrise et donne les îles à ses alliés : Céphallénie à Céphale, et les autres à Héléios. Lorsqu’il revient à Thèbes, Amphitryon est très étonné de constater qu’Alcmène n’est pas surprise de le voir. Elle affirme qu’il est revenu la nuit précédente. De plus, selon elle, il a enfin consommé leur mariage. Amphitryon consulte Tirésias, qui vit à Thèbes. Le vieux prophète lui révèle que Zeus a passé la nuit avec Alcmène, ayant pris la forme du héros. En outre, il a allongé la nuit de deux fois sa durée, afin d’engendrer un grand héros. Amphitryon accepte l’explication. Plus tard, Alcmène met au monde un enfant. Et cet enfant est Héraclès.
Dans sa pièce de théâtre la Folie d'Héraclès, Euripide raconte que Lycos usurpe le trône de Créon, et menace de tuer toute la famille d’Héraclès tandis que le héros est retenu dans l'Hadès où il doit amadouer le redoutable Cerbère. Or, Héraclès revient et sauve les siens. Puis Héraclès devient fou, et il tue ses enfants et sa femme Mégara. Il souhaite aussi tuer Amphitryon, mais Athéna l’en empêche en l’assommant d’une pierre. Pour Sophocle, en revanche, c’est pour ces crimes qu’Héraclès doit accomplir ses travaux. Amphitryon périt dans une bataille contre le roi Erginos d’Orchomène et les Minyens.

## Évocations littéraires
L’auteur latin Plaute met en scène le mariage d’Amphitryon et d’Alcmène dans son Amphitryon.
Amphitryon incarne également, dans une comédie de Molière inspirée de Plaute, la figure pathétique du mari trompé (Amphitryon, 1668). Cette œuvre a également inspiré un sens courant au mot, puisque le terme d’« amphitryon » désigne, dans un niveau de langage soutenu, l’hôte qui offre à dîner (« le véritable Amphitryon est l’Amphitryon où l’on dîne », Ibid.).
De la légende d’Amphitryon sont nées de nombreuses autres versions, dont celles des dramaturges espagnols des XVe et XVIe siècles, et celle de Jean Giraudoux qui prétend en fournir la trente-huitième et dernière avec son Amphitryon 38 (1929).
Jean-Luc Godard s'est inspiré du mythe pour son film Hélas pour moi, sorti en 1993.
Georges Brassens, l'utilise dans sa chanson Le Cocu, pour souligner tous les efforts commis pour son épouse et son foyer sans se préoccuper de lui, dans la phrase « cocu tant qu'on voudra, mais pas Amphitryon ».